# Roobuka
Roobuka is een plaats in de Estlandse gemeente Saku, provincie Harjumaa. De plaats heeft de status van dorp (Estisch: küla).

## Bevolking
Het dorp had 407 inwoners op 31 december 2011 en 541 inwoners op 31 december 2021.

## Ligging
Roobuka ligt ten westen en ten zuiden van de vlek Kiisa. De rivier Keila kronkelt rond de grens tussen de twee plaatsen.
Roobuka heeft een station aan de spoorlijn Tallinn - Viljandi.